# London and Continental Railways

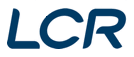
Logo de London & Continental Railways (LCR)

London & Continental Railways (LCR) est le consortium de sociétés créé pour la construction du Channel Tunnel Rail Link, ligne ferroviaire à grande vitesse reliant Londres au tunnel sous la Manche. LCR possède et gère Eurostar UK Ltd, branche britannique d'Eurostar, service géré en partenariat avec la SNCF et la SNCB, partenaires en France et en Belgique respectivement.

## Channel Tunnel Rail Link
Le Channel Tunnel Rail Link (CTRL) est un tronçon de ligne construit entre la gare de Saint-Pancras et le Tunnel, financé dans le cadre d'un partenariat public-privé réunissant LCR et le gouvernement britannique. Le contrat a été attribué en 1996.

## Eurostar
Le service Eurostar est géré dans le cadre d'un contrat de gestion par le consortium Inter-Capital & Regional Rail, formé par le groupe National Express, British Airways, la SNCF et la SNCB.